# Huta-Potiivka, Radomîșl
Huta-Potiivka (în ucraineană Гута-Потіївка) este localitatea de reședință a comunei Huta-Potiivka din raionul Radomîșl, regiunea Jîtomîr, Ucraina.

## Demografie
Componența lingvistică a localității Huta-Potiivka
     Ucraineană (97,59%)
     Rusă (2,41%)
Conform recensământului din 2001, majoritatea populației localității Huta-Potiivka era vorbitoare de ucraineană (97,59%), existând în minoritate și vorbitori de rusă (2,41%).